# William Wilson
William Wilson je povídka amerického spisovatele Edgara Allana Poea. Poprvé byla publikována roku 1839. Prostředí je inspirované dobou, kdy mladý Poe dozrával nedaleko Londýna. Tématem příběhu je dvojník Williama Wilsona.

## Děj
Příběh sleduje mladého muže, který si říká William Wilson a který začne vyprávět o svém dětství a životě ve škole v anglické vesnici. William ve škole potkal jiného chlapce, který měl stejné jméno i příjmení, vypadal zhruba stejně jako on a sdílel s ním i datum narození. Chlapec se i stejně obléká a stejně chodí, ale mluví jen šeptem. Jedné noci se William vloupá do ložnice druhého Williama a zjistí, že chlapcova tvář je najednou úplně stejná jako ta jeho. William poté hned opouští školu a během týdne ho následuje i druhý William.
William začne navštěvovat školy v Etonu a Oxfordu a začne se angažovat v různých nepoctivostech. Například podvádí při hraní karet. Tehdy se objeví druhý William a šeptem ostatní upozorní na podvod. Pokouší se také svést vdanou ženu, ale i to mu druhý William překazí. Na bále v Říme William svého dvojníka znovu vidí a posléze ho ubodá. William poté vidí svůj odraz v zrcadle - jeho obraz je bledý a zakrvácený (mrtvý dvojník), ale už nemluví šeptem. Vypravěč má pocit, jako by vyslovoval, že právě zabil sám sebe.

## Analýza
Povídka zjevně rozebírá téma paranormálního dvojníka. Toto druhé já Williama Wilsona pronásleduje, dovádí ho k šílenství a také jeho šílenství reprezentuje. Podle Poeova životopisce Arthura Hobsona Quinna ono druhé já reprezentuje svědomí.

## Dílo online
- POE, Edgar Allan. Zánik domu Usherova. Praha: Anna Bečková, 1927. 327 s. Dostupné online. - kapitola William Wilson, s. 123–154.